# Foreigner talk
L'espressione di lingua inglese foreigner talk (letteralmente "parlata dello straniero") indica, in glottodidattica, una varietà semplificata (in particolare, una varietà diafasica) di una data lingua ed è utilizzata dai madrelingua nel territorio in cui quella data lingua è lingua di uso esclusivo o predominante per interloquire con i non nativi che visitano quel territorio, in modo da facilitare la comunicazione (sulla base dell'assunto che l'interlocutore non sia in possesso di un'adeguata competenza linguistica).
Il concetto di foreigner talk fu introdotto dal linguista statunitense Charles Albert Ferguson nel 1971. Un sinonimo meno frequente è "xenoletto" (Xenolekte, parola macedonia tratta dal greco xénos, "straniero", e [diá]lektos, "modo di parlare"), termine mutuato dalla linguistica tedesca.
Questa varietà di lingua prevede il ricorso a tutte o ad alcune delle seguenti strategie:
- pronuncia enfatizzata (volume amplificato, allargamento delle pause, messa in rilievo delle sillabe toniche, allungamento delle vocali);
- selezione di un vocabolario di base;
- utilizzo di una sintassi semplificata (con rinuncia all'ipotassi o ad alcuni elementi connettivi);
- rinuncia alla trasmissione di concetti troppo articolati (ad esempio, i concetti astratti);
- ricorso a parafrasi in sostituzione di termini ritenuti difficili;
- ricorso alla gestualità;
- uso di riferimenti deittici;
- ricorso a onomatopee;
- ricorso ad altre lingue ad ampia diffusione.

L'adozione del foreigner talk, nello sforzo di rendere il parlato massimamente comunicativo, può facilmente comportare la produzione di enunciati agrammaticali. In qualche caso, può denotare l'assunzione di un atteggiamento di superiorità o comunque la scelta per un registro meno formale, come si vede dall'adozione di pronomi allocutivi informali nelle lingue che li posseggono (in italiano, ad esempio, la scelta del tu al posto del lei).
Il foreigner talk condivide con il baby talk (o motherese, la varietà linguistica adottata per parlare ai bambini) il volontario adeguamento del parlante alla competenza linguistica dell'interlocutore.